# المناجاة الصغرى
قرية المناجاة الصغرى هي إحدى القرى التابعة لمركز الحسينية في محافظة الشرقية في جمهورية مصر العربية. حسب إحصاءات سنة 2006، بلغ إجمالي السكان في المناجاة الصغرى 5664 نسمة، منهم 2784 رجل و2880 امرأة.